# Aeroporto di Pechino-Capitale
L'Aeroporto di Pechino-Capitale (IATA: PEK, ICAO: ZBAA) (Cinese tradizionale: 北京首都國際機場, semplificato: 北京首都国际机场, pinyin: Běijīng Shǒudū Guójì Jīchǎng) è un aeroporto cinese situato a 32 km a nord-est del centro di Pechino, in un'enclave del distretto di Chaoyang all'interno del distretto di Shunyi, ed è il principale scalo aeroportuale della capitale cinese.
In pochi anni è passato dai 20 milioni di passeggeri del 2004 ai quasi 50 milioni del 2006 e con la costruzione del nuovo terminal 3, ultimato nel 2008, l'aeroporto è rapidamente salito nella classifica degli aeroporti più trafficati del mondo negli ultimi dieci anni.
Nel 2009 ha conquistato il primato per l'aeroporto più trafficato in Asia in termini di traffico passeggeri e movimenti di traffico totale, dallo stesso anno è anche il secondo aeroporto più trafficato del mondo con 73.891.801 passeggeri in transito nel 2010. L'aeroporto ha registrato 488 495 movimenti aerei (decolli ed atterraggi), che lo rendono l'unico aeroporto asiatico all'interno dei primi trenta nella specifica classifica. Anche in termini di traffico merci l'aeroporto di Pechino ha assistito a una rapida crescita. Nel 2009, l'aeroporto era diventato il quattordicesimo aeroporto più trafficato al mondo per traffico merci, registrando 1 420 997 tonnellate.
L'aeroporto è hub della compagnia aerea Air China, compagnia di bandiera della Repubblica popolare cinese, che opera su rotte da Pechino verso circa 120 diverse destinazioni (escludendo quelle cargo), oltre alle compagnie Hainan e China Southern Airlines.
Nel 2009 la rivista Condé Nast Traveler ha decretato l'aeroporto internazionale di Pechino come il migliore aeroporto mondiale, sulla base di un proprio sondaggio che proponeva il gradimento dei lettori attraverso numerosi fattori come la pulizia, la velocità nelle procedure di controllo al check-out, la chiarezza della segnaletica, la movimentazione bagagli ed altri. Era la prima volta che l'aeroporto era inserito nella lista dei maggiori contendenti.
Per accogliere il volume di traffico in crescita, Pechino ha aggiunto l'enorme Terminal 3 nel 2008, che risulta il secondo Terminal aeroportuale più grande del mondo dopo il Terminal 3 dell'Aeroporto Internazionale di Dubai, ed il terzo più grande del mondo per area occupata.

## Storia
L'aeroporto di Pechino venne inaugurato il 2 marzo 1958. La struttura di allora consisteva in un piccolo Terminal, ancora oggi presente, destinato al traffico di voli VIP e charter. Il 1º gennaio 1980 venne inaugurato un nuovo Terminal che presentava banchine di attracco per 10-12 velivoli. La nuova struttura, più grande di quella degli anni cinquanta, si rivelò inadeguata a sostenere il crescente traffico passeggeri già dalla metà degli anni novanta. Dopo l'apertura del Terminal 2 venne chiusa per ristrutturazione.
Alla fine del 1999, per celebrare il 50º anniversario della fondazione della repubblica popolare cinese, l'aeroporto venne ulteriormente ingrandito. Venne ultimato un nuovo terminal, inaugurato il 1º novembre, che assunse la designazione di Terminal 2. Il 20 settembre 2004, ha visto l'apertura di un nuovo Terminal 1 destinato a gestire il traffico passeggeri di un paio di compagnie aeree, compresi i voli nazionali ed internazionali operati da Pechino dalla compagnia China Southern Airlines.
Per decongestionare il traffico aereo delle due precedenti piste, venne costruita una terza pista di BCIA, aperta al traffico il 29 ottobre 2007.
Un'ulteriore espansione della struttura venne dalla costruzione del Terminal 3 (T3), completato nel febbraio del 2008, in tempo per poter gestire il traffico in occasione dei Giochi della XXIX Olimpiade. Questa ultima fase di espansione comprende una terza pista ed un altro Terminal per l'aeroporto di Pechino, ed un collegamento ferroviario con il centro della città. Alla sua apertura, è risultata essere la più grande struttura al mondo costruita dall'uomo in termini di superficie coperta ed un'icona che rappresenta lo sviluppo tecnologico di Pechino ed in generale della nazione cinese. L'espansione è stata in gran parte finanziata con un prestito di 500 milioni di euro dalla Banca europea degli investimenti (BEI), la più grande concessa dalla banca ad un paese asiatico fino a quel momento, con un accordo firmato durante l'ottavo vertice Cina-Unione europea tenutasi nel settembre 2005.
Grazie all'aumentato traffico passeggeri dovuto alle Olimpiadi ed il completamento degli ultimi terminal, l'aeroporto di Pechino ha sorpassato l'aeroporto di Tokyo-Haneda in termini di traffico in Asia basato sulla capacità di numero di posti disponibili in rotte passeggeri di linea.